# Niszczyciele typu Annapolis
Niszczyciele typu Annapolis – typ dwóch kanadyjskich niszczycieli, które weszły do służby w Royal Canadian Navy w latach 60. XX wieku. W 1982 roku oba okręty zostały zmodernizowane w ramach programu DELEX (DEstroyer Life EXtension, z ang. „przedłużanie żywotności niszczycieli”). Okręty otrzymały nowe systemy radarowe, hydrolokatory, wyposażenie radiotelekomunikacyjne i elektroniczne oraz uzbrojenie.
Przez znaczną część służby okręt HMCS „Annapolis” operował na Pacyfiku, z portem macierzystym w Esquimalt w Kolumbii Brytyjskiej, a HMCS „Nipigon” na Atlantyku, z portem macierzystym w Halifax w Nowej Szkocji.
Okręty zostały wycofane ze służby w latach 1996-1998.
HMCS „Nipigon” był ostatnim okrętem z napędem parowym służącym w Kanadyjskich Siłach Zbrojnych.

## Okręty
- HMCS „Annapolis” (DDH 265)
- HMCS „Nipigon” (DDH 266)